# Valutakonto
Valutakonto i Sverige är ett bankkonto som använder annan valuta än svenska kronor, till exempel Eurokonto. Dessa konton är avsedda för personer och företag som ofta utför betalningar i valutan, och de brukar vara avgiftsbelagda. Det brukar inte heller vara möjligt att direkt ta ut eller sätta in kontanter i valutan, utan banken gör en omräkning till eller från svenska kronor, med vanlig växlingsavgift för utländsk valuta.